# Anthony Lake
William Anthony Kirsopp Lake (* 2. dubna 1939 New York City) je americký diplomat a politický poradce. V letech 1993–1997 působil jako poradce pro národní bezpečnost ve vládě Billa Clintona. V letech 2010–2017 byl ředitelem Dětského fondu Organizace spojených národů (UNICEF).